# Hazel O'Connor
Hazel O'Connor (Coventry, 16 maggio 1955) è una cantante e attrice britannica.

## Biografia
Nata da padre irlandese nativo di Galway, debuttò come attrice nel 1975 nel film Girls Come First, diretto da Joseph McGrath.
Nel 1980 interpretò il ruolo di Kate nel film Breaking Glass, che ebbe un notevole successo di critica. La sua interpretazione di Kate le valse il premio "Variety Club of Great Britain Award" come migliore attrice e una nomination come miglior debuttante. L'album con lo stesso nome del film vinse il disco di platino e raggiunse la quinta posizione nella classifica UK Albums Chart.
Per accompagnarla in un tour del Regno Unito scelse una band allora sconosciuta di Birmingham, chiamata Duran Duran. Fu la loro prima occasione di suonare per il grande pubblico in tutto il paese e si guadagnarono la notorietà necessaria per assicurarsi un contratto con la casa discografica EMI.
Hazel O'Connor ha preso parte a numerosi programmi televisivi britannici. Nel 1986 ha interpretato la parte della protagonista Vivienne nel telefilm Fighting Back, cantando anche la colonna sonora. Nello stesso anno ha recitato la parte di una cantante in un episodio della serie televisiva Prospects dell'emittente Channel 4, dalla quale ha tratto due singoli di successo prodotti assieme all'attore Gary Olsen.
Nel 2000 ha tenuto una tournée autobiografica intitolata Beyond Breaking Glass (assieme all'arpista Cormac De Barra), esibendosi in Inghilterra, Scozia, Paesi Bassi (due volte), Canada e Australia. Nel 2002 ha firmato un contratto con la Invisible Hands Music, che ha prodotto una serie di nuovi dischi e riproposte di suoi brani degli anni '90. Nel 2003 è uscita la compilation A Singular Collection, raccolta dei suoi maggiori successi. L'album comprende anche una cover del successo One More Try di George Michael.
La sua carriera di attrice teatrale comprende:
- One Flew Over the Cuckoo's Nest, al teatro Royal Exchange di Manchester [2]
- Nightshoot, al Tricycle Theatre di Londra
- Girlfriends, alla Playhouse di Londra
- Swing Out Sister, da lei stessa prodotta, al Riverside Studio di Londra
- The Raven Beckons, al Riverbank Theatre di Dublino
- The Cuchulain Cycle, al Riverside Studio di Londra.

Tra le sue più recenti apparizioni sono da citare:
- nel 2009 la partecipazione al tour "1980s Here and Now", con concerti effettuati in luoghi prestigiosi, tra i quali la Wembley Arena di Londra;
- nel 2010: in settembre una tournée in Francia con il gruppo The Bluja Project; in ottobre una tournée in Irlanda; in dicembre un concerto al Leicester Square Theatre di Londra.

## Discografia

### Album
- Breaking Glass (1980)
- Sons And Lovers (1980)
- Cover Plus (1981)
- Smile (1984)
- Greatest Hits (1984)
- Alive And Kicking In L.A. (1990)
- To Be Freed (1993)
- Over The Moon...Live (1993)
- See The Writing On The Wall (1993)
- Private Wars (1995)
- Live In Berlin (1997)
- 5 In The Morning (1998)
- Beyond the Breaking Glass (2000)
- L.A. Confidential - Live (2000)
- Acoustically Yours (2002)
- Ignite (2002)
- A Singular Collection - The Best Of Hazel O'Connor (2003)
- D-Days (2003)
- Hidden Heart (2005)
- Fighting Back - Live in Brighton (2005)
- Smile 2008 (2008)
- The Bluja Project (2010)
- Breaking Glass Now (2010)
- I Give You My Sunshine (2011)

### Singoli
- Ee-I-Adio (1979)
- Writing On The Wall (1980)
- Eighth Day (1980)
- Give Me an Inch (1980)
- Time (1980)
- D-Days (1981)
- Will You (1981)
- Zoo (1981, uscito solo in Germania)
- Do What Do You / Waiting (1981)
- We're All Grown Up (cover, 1981)
- Hanging Around (1981)
- Calls the Tune (1982)
- Men of Good Fortune (1982)
- That's Life (1982)
- Don't Touch Me (1984)
- Just Good Friends (1984)
- Tell Me a Story Now / The Man I Love (1984)
- Cuts Too Deep (1984)
- Stranger in a Strange Land (1985)
- Why Don't You Answer (1985)
- Push and Shove (1985)
- Fighting Back (1986)
- Today Could Be So Good (1986)
- We Tried Boy (Didn't We?) (1986)
- And I Dream (1987)
- Heat of the Night (1990)
- My Friend Jack (1993)
- Tell Me Why (1993)
- Na, Na, Na (1998)
- One More Try (cover, 2004)
- I'll See You Again (2005)
- (World Stops) Spinning Without You (2010)